# Tống Ngọc Hân
Tống Ngọc Hân (sinh ngày 02 tháng 9 năm 1976) là một nữ nhà văn trẻ đương đại ở miền Bắc Việt Nam. 

Nhà văn Tống Ngọc Hân

## Tiểu sử
Tống Ngọc Hân tên thật là Tống Thị Ngọc Hân, sinh 02 tháng 9 năm 1976 tại xã Đông Lĩnh, huyện Thanh Ba, tỉnh Phú Thọ. Chị từng theo học tại khoa Văn Trường Cao đẳng Sư phạm Vĩnh Phú nay là Đại học Hùng Vương.
Hơn hai mươi năm sống gắn bó với vùng núi Sa Pa, tỉnh Lào Cai, những tác phẩm của Tống Ngọc Hân mang những chất liệu, hơi thở cuộc sống của con người miền sơn cước. Sáng tác của Tống Ngọc Hân chủ yếu là thơ, truyện ngắn và tiểu thuyết.
Tống Ngọc Hân kết nạp vào Hội nhà văn Việt Nam năm 2013 và hiện nay, chị đang sống cùng gia đình tại Tam Nông, Phú Thọ.
Cho đến nay, Tống Ngọc Hân đã cho ra đời 2 tập thơ mang tên Những nét vân tay, Lệ trăng; hơn 100 truyện ngắn. Phần lớn tác phẩm xuất sắc được đăng trên ấn phẩm: Nhân dân hàng tháng, Tạp chí Văn nghệ, Văn nghệ Quân đội, Văn nghệ Công an... Cùng với đó là 2 cuốn tiểu thuyết Âm binh và lá ngón, Huyết ngọc ăm ắp chất liệu đời sống của đồng bào vùng núi.

## Tác phẩm

### Thơ
- Tập thơ Những nét vân tay[2]. Nhà xuất bản Hội nhà văn 2008.
- Tập thơ Lệ trăng.

### Truyện
- Tập truyện ngắn Khu vườn yên tĩnh[3]. Nhà xuất bản Phụ nữ 2009 (bao gồm các truyện: Giấc mơ, Ngày mai mưa tạnh, Chuyện kể về đêm, Bàn tay người đàn ông, Linh hồn của mẹ, Trăng đàn bà, Thằng Dúi, Cầu vồng bảy sắc, Ga nhỏ, Anh Sáu, Rừng đầu nguồn, Vết sẹo, Dốc Phạ, Huyền thoại núi Cô, Miếu thủy thần, Bão không số, Bát thuốc sắc, Lá thuốc, Khu vườn yên tĩnh).
- Tập truyện ngắn Sợi dây diều. Nhà xuất bản Hà nội 2010 (gồm các truyện: Bon sai, Anh là tất cả, Cái bóng, Dạ khúc, Đường cong, Hòn non bộ, Lá ngón, Ngôi chùa nhỏ bên sông, Phố thức, Ru biển, Tháng Chạp qua cửa, Tiêu và Lừ, Xin làm cây cỏ, Căn nhà không bán, Để gió cuốn đi, Ngày cuối cùng, Mảnh nương tốt, Người đàn ông trong tranh, Sợi dây diều).
- Tập truyện Đêm không bóng tối[4]. Nhà xuất bản Hà Nội năm 2013 (gồm các truyện: Đêm không bóng tối, Thần giữ của, Nhà ở phố Ngã Tư, Ngõ trăng, Tôi là ai, Bèo dạt mây trôi, Đưa những oan hồn qua sông, Hoa bìm bìm trong mưa, Cờ người, Chiếc lồng son, Cái thòng lọng, Song Mã, Trước ngày xuất gia, Đầm Phượng, Nước mắt để dành, Ác mộng con rể, Đời ơi).
- Tập truyện Hồn xưa lưu lạc[5]. Nhà xuất bản Quân đội nhân dân năm 2014 (gồm các truyện: Bạn không thân lắm, Bến trăm năm, Điêu thuyền, Đường mưa, Hồn xưa lưu lạc, Lửa cười lửa khóc, Mầm đắng, Máu và tuyết, Mây không bay về trời, Người săn côn trùng, Ô cửa sổ vẫn mở, Nu na nu nống, Núi vỡ).
- Tập truyện Mây không bay về trời[6]. Nhà xuất bản Quân đội năm 2015.
- Tập truyện ngắn Tam Không[7]. Nhà xuất bản Văn học năm 2016 (gồm các truyện: Cổng làng, Góc khuất cuối làng, Con trai người Xa Phó, Con đường chưa đi, Đợi mùa nắng ấm, Sình ca, Dải vải chàm bịt mắt, Mắt thần, Đóm đóm vào nhà, Tam không).
- Tập truyện (thiếu nhi) Mùa hè ở trên núi[8]. Nhà xuất bản Kim Đồng năm 2017.
- Tập truyện ngắn “Bức phù điêu mạ vàng”. Nhà xuất bản Công an nhân dân năm 2019[9]

### Tiểu thuyết
- Tiểu thuyết Huyết Ngọc[10]. Nhà xuất bản Phụ Nữ năm 2015.
- Tiểu thuyết Âm binh và lá ngón[11]. Nhà xuất bản Công an năm 2016.

## Nhận xét
- Nhà văn Chu Lai nhận xét “truyện của cô có độ thẩm thấu vi diệu về những con người vùng núi non phía Bắc với suy nghĩ, ngôn từ, cảnh sắc, quan niệm về tình yêu, tình vợ chồng, hạnh phúc”.
- Đối với tập truyện Hồn xưa lưu lạc, Hoàng Đăng Khoa có cảm nhận “là khúc bi ca về đặc sắc tinh hoa văn hóa Mông nói riêng, văn hóa tộc người nói chung được chiu chắt, trao truyền, nâng giữ từ bao đời đang đứng trước cơn cưỡng bức, xâm thực bất khả cưỡng của văn hóa miền xuôi, văn hóa ngoại quốc”.
- Nhà phê bình Nguyên An có nhận xét đối với tập truyện ngắn Đêm không bóng tối “Truyện của Tống Ngọc Hân đấy ứ, đầy tràn những nỗi đời.", "Nhưng nỗi đời thì sâu đằm và da diết quá, buồn thương tiếc nuối rồi bâng khuâng ngẩn ngơ nữa. Cả một vùng đất với nhiều số phận đã được khai mở dần trong truyện ngắn Tống Ngọc Hân, mang mang mà mồn một rõ".

## Giải thưởng
- Giải thưởng UBTQ Liên hiệp các hội Văn học nghệ thuật Việt Nam (Tập thơ Những nét vân tay)
- Giải thưởng Hội văn học nghệ thuật Thiểu số Việt Nam (Tập truyện ngắn Khu vườn yên tĩnh)
- Giải thưởng Phan xi Păng (2007 – 2012) cho tập truyện ngắn Khu vườn yên tĩnh.
- Giải Nhất cuộc thi truyện ngắn Lào Cai (2011- 2012) cho truyện ngắn Song Mã.
- Giải thưởng cuộc thi truyện ngắn của Tạp chí VNQĐ(2013-2014) tác phẩm Con trai người Xa Phó và Góc khuất cuối làng [12].
- Giải thưởng cuộc thi viết về đề tài Vì an ninh tổ quốc và bình yên cuộc sống do Bộ Công an và Hội nhà văn tổ chức (2011- 2015) cho tiểu thuyết Âm binh và Lá ngón [13].
- Giải thưởng cuộc thi viết về đề tài Nông thôn đổi mới do Bộ Nông nghiệp và Hội nhà văn tổ chức cho tuyển tập truyện ngắn Cổng làng.
- Giải A Giải thưởng Fansipan (2012-2017) Do UBND tỉnh Lao Cai tổ chức cho tiểu thuyết Huyết Ngọc [14].
- Giải Nhất cuộc thi truyện ngắn ba tỉnh Lao Cai- Yên Bái- Phú Thọ (2017) cho truyện ngắn Kiều Mạch Trắng [15].
- Giải Ba Cây bút vàng do Bộ Công an trao (2017) cho truyện ngắn Đường Biên giới màu đỏ [16].
- Và các giải thưởng thường niên của Hội văn học nghệ thuật Lào Cai